# 埃克维永
埃克维永（法語：Équevillon，法語發音：[ekvijɔ̃]）是法国汝拉省的一个市镇，属于隆斯勒索涅区。

## 地理
埃克维永（46°45'33"N, 5°56'17"E）面积4.84 平方千米，位于法国勃艮第-弗朗什-孔泰大區汝拉省，该省份为法国东部内陆省份，北起上索恩省，西北接科多尔省，西临索恩-卢瓦尔省，南至安省，东与杜省和瑞士接壤。
与埃克维永接壤的市镇（或旧市镇、城区）包括：圣日耳曼昂蒙塔涅、尚帕尼奧勒、穆尔南-沙尔博尼、莱南、萨普瓦、瓦诺。

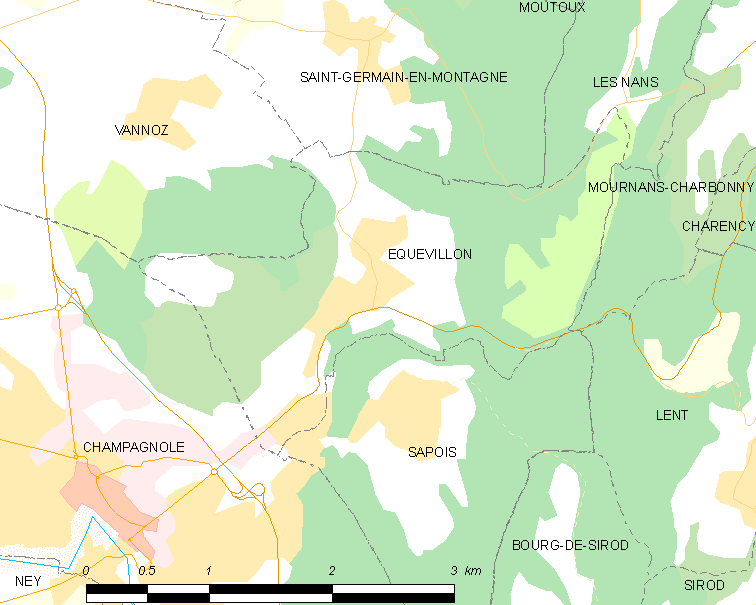
埃克维永的OSM定位图

埃克维永的时区为UTC+01:00、UTC+02:00（夏令时）。

## 行政
埃克维永的邮政编码为39300，INSEE市镇编码为39210。

## 政治
埃克维永所属的省级选区为尚帕尼奥勒县。

## 人口

1962-2008年间埃克维永人口变化图示

埃克维永于2022年1月1日时的人口数量为568人。